# James Edward Alexander

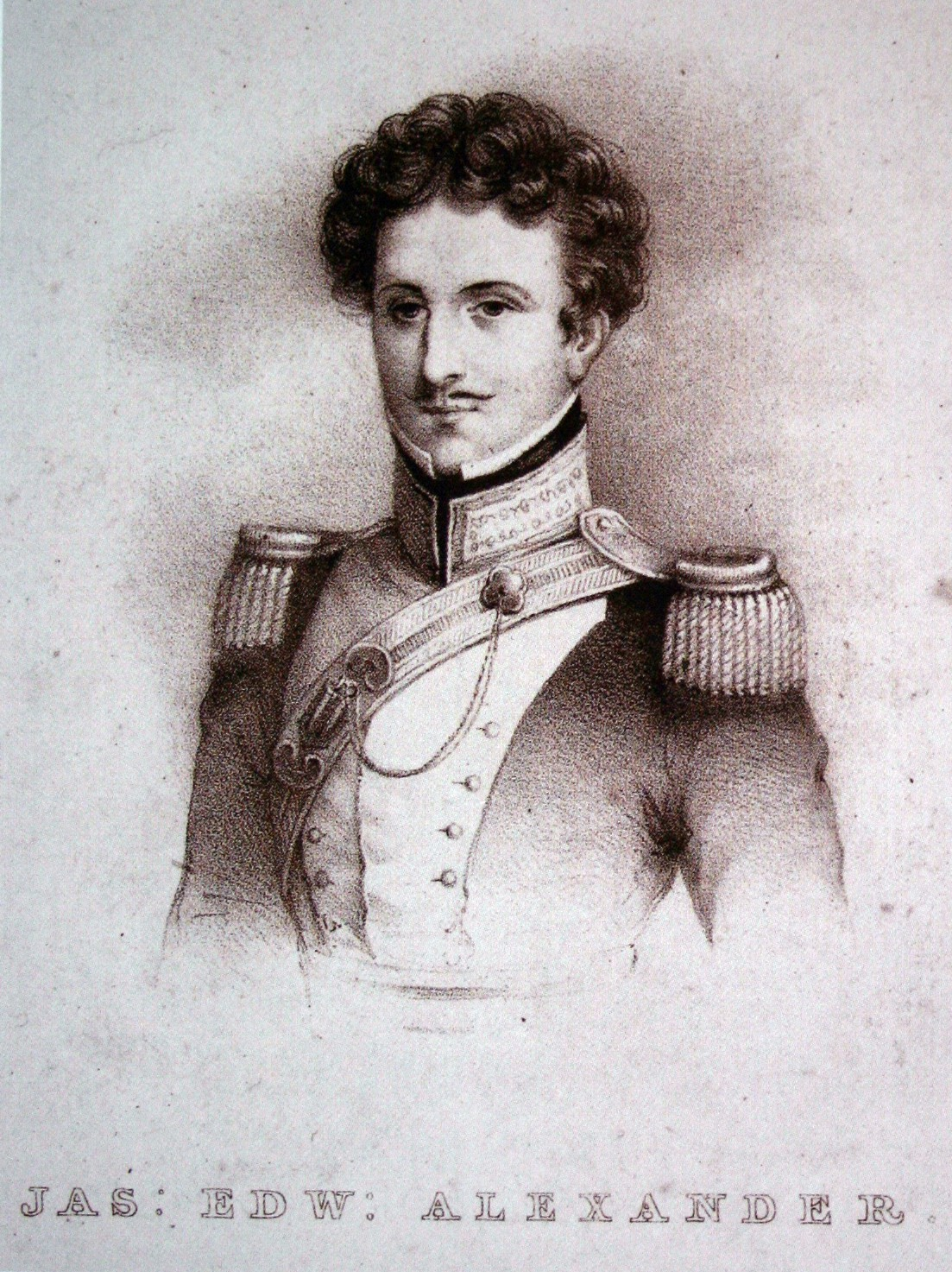
James Edward Alexander, Lithografie von Richard James Lane, 1827, National Portrait Gallery

Sir James Edward Alexander of Westerton (* 16. Oktober 1803 in Clackmannanshire; † 2. April 1885 auf der Isle of Wight) war britischer Offizier und Reiseschriftsteller.

## Leben
James Edward Alexander entstammte einer alten schottischen Familie, deren Oberhaupt einst den Titel eines Earl of Stirling führte. Er erhielt seine Bildung in Edinburgh, Glasgow und Sandhurst, trat dann in die Dienste der Britischen Ostindien-Kompanie, wurde Kavallerieoffizier der Madras Army in Indien und nahm am Krieg in Birma teil, bevor er 1825 zur Kavallerie der British Army wechselte. 1829 war er als Gesandter im Hauptquartier des russischen Generals Diebitsch am Russisch-Türkischen Krieg auf dem Balkan anwesend. Später unternahm er eine Reise nach Persien und von 1830 bis 1831 nach Südamerika. 1834 kämpfte er in Portugal für die Sache Dom Pedros.
Später in Kapstadt als Adjutant des britischen Gouverneurs Benjamin D’Urban stationiert, unternahm Alexander von hier aus 1836-37 eine Entdeckungsreise in die Länder nördlich vom Oranjefluss und drang bis in das Land der Bergdama vor. Nach seiner Rückkehr wurde er 1838 zum Knight Bachelor geadelt und als Fellow in die Royal Geographic Society aufgenommen. Bald darauf wurde er mit einer Entdeckungsreise in den Wäldern von Britisch-Nordamerika beauftragt, die ihn zum St. Francis River und den Lake Massawippi führte. 1849 trug er zur Unterdrückung der Unruhen in Kanada bei. Nach seinem Aufenthalt in Kanada besuchte er einige Tage als Gasthörer die Militärakademie von Westpoint. Im Jahr 1854 nahm er am Krimkrieg teil, wobei er als Lieutenant-Colonel das 14th Regiment of Foot vor Sewastopol befehligte. Er rückte im Oktober 1858 zum Colonel auf und nahm 1863 am Kampf gegen die Māori im Rahmen der Neuseelandkriege teil.
1866 wurde Alexander zum Fellow der Royal Society of Edinburgh gewählt. 1875 ging er nach Ägypten, um sich an den Vorbereitungen zum Transport eines Obelisken, der sog. Nadel der Kleopatra, nach London zu beteiligen. 1882 ehrenhalber zum General befördert, starb er am 2. April 1885 im Alter von 81 Jahren auf der Isle of Wight.
Die südafrikanische Stadt Alexander Bay am Oranjefluss wurde nach ihm benannt.

## Werke
- Travels from India to England. Comprehending a visit to the Burman empire, and a journey through Persia, Asia Minor, European Turkey, &c. In the years 1825-26. Parbury, Allen, & Co, London 1827.
- Travels through Russia and the Crimea. 2 Bände, 1830.
- Transatlantic Sketches. Comprising visits to the most Interesting Scenes in North & South America & West Indies. 2 Bände, Richard Bentley, London 1833.
- Sketches in Portugal during the Civil War of 1834. J. Cochrane & Co, London 1835.
- Narrative of a Voyage of Observation among the Colonies of Western Africa, in the Flag-Ship Thalia; and of a Campaign in Kaffir-Land, on the Staff of the Commander-in-Chief in 1835. 2 Bände, Henry Colburn, London 1837.
- Expedition of discovery into the interior of Africa. Through the Hitherto Undescribed Countries of the Great Namaquas, Boschmans, and Hill Damaras, Performed under the Auspices of Her Majesty's Government and the Royal Geographic Society. 2 Bände, Henry Colburn, London 1838.
- Life of Field Marshal, His Grace the Duke of Wellington. Embracing His Civil, Military, and Political Career to the Present Time. 2 Bände, Henry Colbourn, London 1839–40.
- L'Acadie. Or seven years' explorations in British America. 2 Bände, Henry Colburn, London 1849 (online: Band 1, Band 2).
- Passages in the life of a soldier, or, Military service in the East and West. Hurst & Blackett, London 1857.
- Salmon-Fishing in Canada by a Resident. Longman, Green, Longman, and Roberts, London/Montreal 1860.
- Incidents of the last Maori-War in New Zealand. Richard Bentley, London 1863.
- Bush Fighting. Sampson, Low, Marston, Low & Searle, London 1873.
- Cleopatra's Needle, the obelisk of Alexandria. 1879.